# Bembecia aloisi
Bembecia aloisi is een vlinder uit de familie wespvlinders (Sesiidae), onderfamilie Sesiinae.
Bembecia aloisi is voor het eerst wetenschappelijk beschreven door Špatenka in 1997. De soort komt voor in het Palearctisch gebied.